# Fuerte de Lahore
El fuerte de Lahore, que recibe el nombre de Shahi Qila, se encuentra en la ciudad de Lahore (en la región de Panyab (Pakistán).
Está situado en el extremo noroccidental de la ciudad, junto al recinto amurallado.
Mide unos 425 metros de largo por 340 de ancho.
En 1981, el conjunto del Fuerte y jardines de Shalimar en Lahore fue declarado Patrimonio de la Humanidad por la Unesco.
Entre los años 2000 y 2012 fue incluido en la Lista del Patrimonio de la Humanidad en peligro.

## Historia
La fundación mítica de Lahore y su fuerte se atribuye a Lav, hijo del dios Rāma (el héroe del texto épico Rāmāyana).
En realidad no se sabe con certitud quién ni cuándo construyó el fuerte, que ya existía en 1025.
En 1241 fue destruido por los mongoles.
En 1267 fue reconstruido por el sultán Ghiyas ud din Balban, destruido de nuevo por el ejército de Tamerlán en 1398 y vuelto a construir en 1421 por el sultán Mubark Shah Syed.
Las bases de la fortaleza moderna datan del año 1566, cuando el emperador mogol Akbar, al utilizarlo para controlar la frontera noroeste de su reino, lo reconstruyó en ladrillo, y probablemente lo amplió hacia el río Ravi que en la época y hasta el 1849 corría a lo largo de la muralla norte, otorgándole un estilo arquitectónico con motivos hindúes. A lo largo del siglo XVII, los emperadores mogoles Jahangir, Sha Jahan y Aurangzeb realizaron sucesivas ampliaciones del complejo; Shah Jahan introdujo el mármol como elemento básico para las edificaciones, con diseños florales, y Aurangzeb construyó en la entrada al fuerte la icónica Puerta de Alamgiri, flanqueada por torres semicirculares.
Después de la caída del Imperio Mogol, la fortaleza de Lahore fue utilizada como residencia del majarash fundador del Imperio sikh Ranjit Singh, que hizo construir la fortificación exterior del costado norte. El 1846, los colonizadores británicos ocuparon el fuerte hasta el 1927 cuando, después de la demolición parcial del muro sur, lo cedieron al Departamento de Arqueología.

## Galería

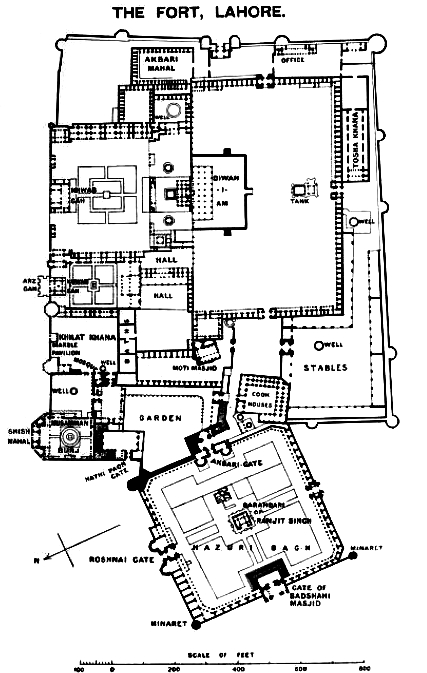
Plano del fuerte (1911).
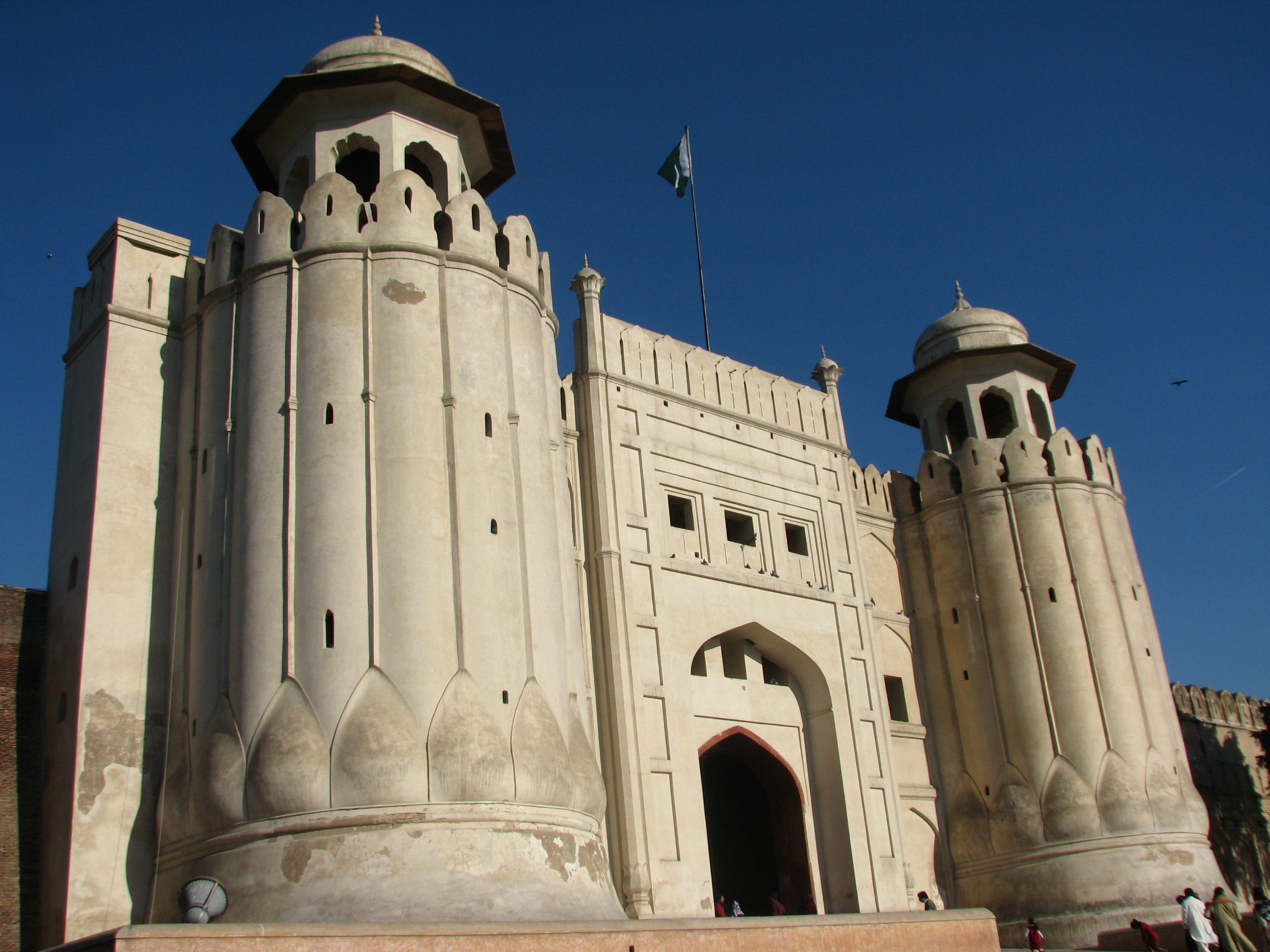
Puerta de Alamgiri.
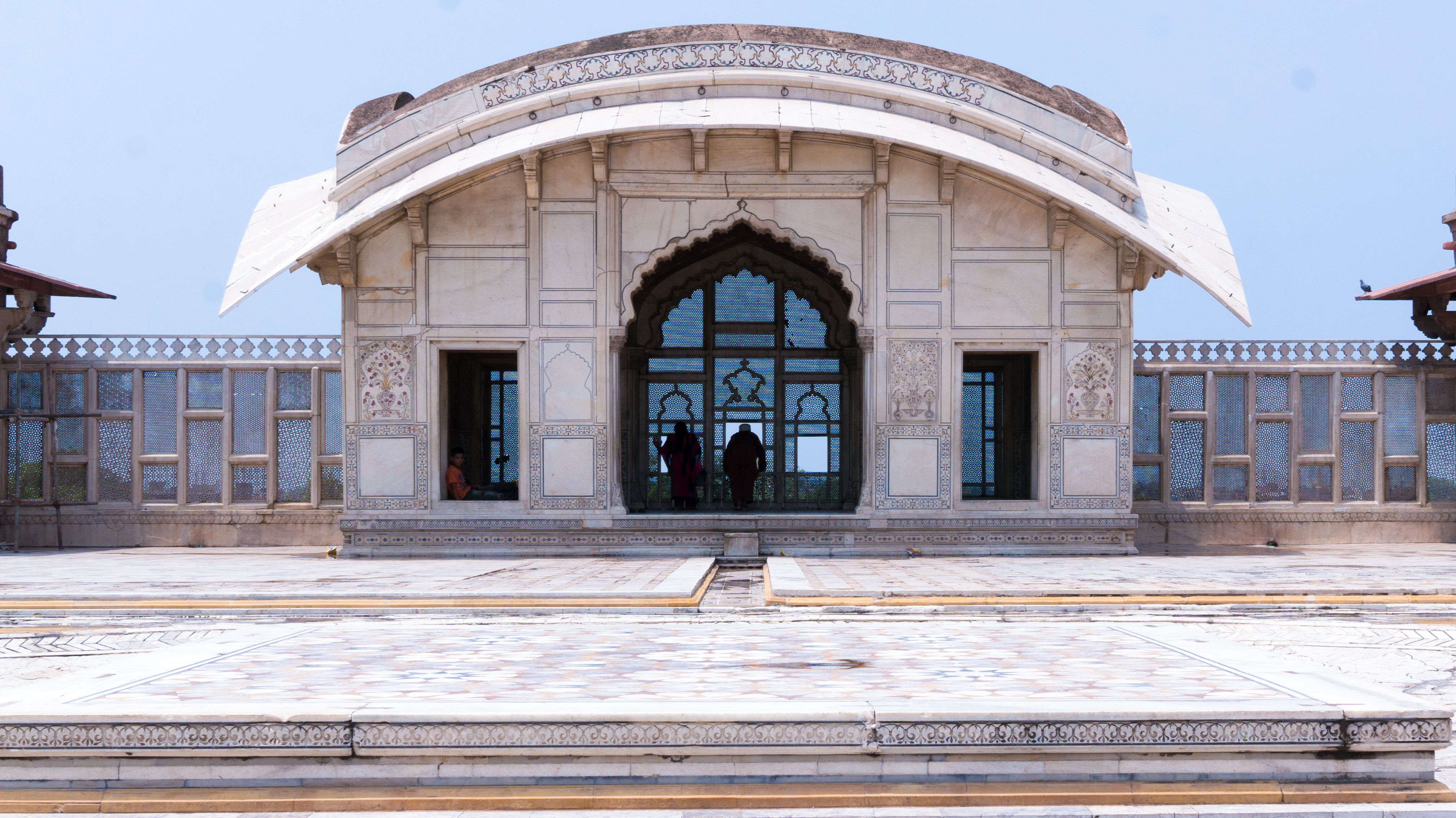
Pabellón Naulakha.
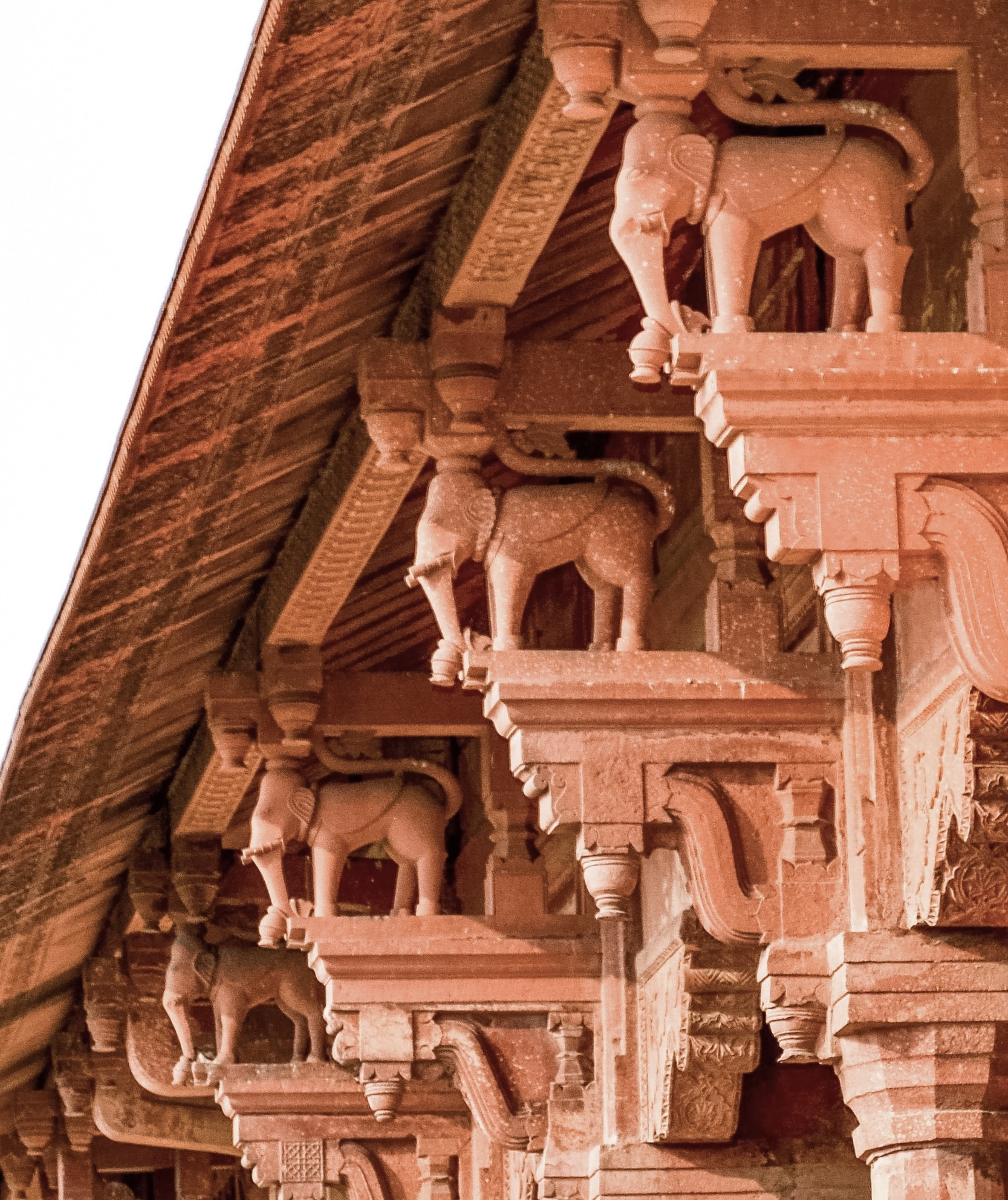
Detalles arquitectónicos ornamentales introducidos por el emperador Akbar.
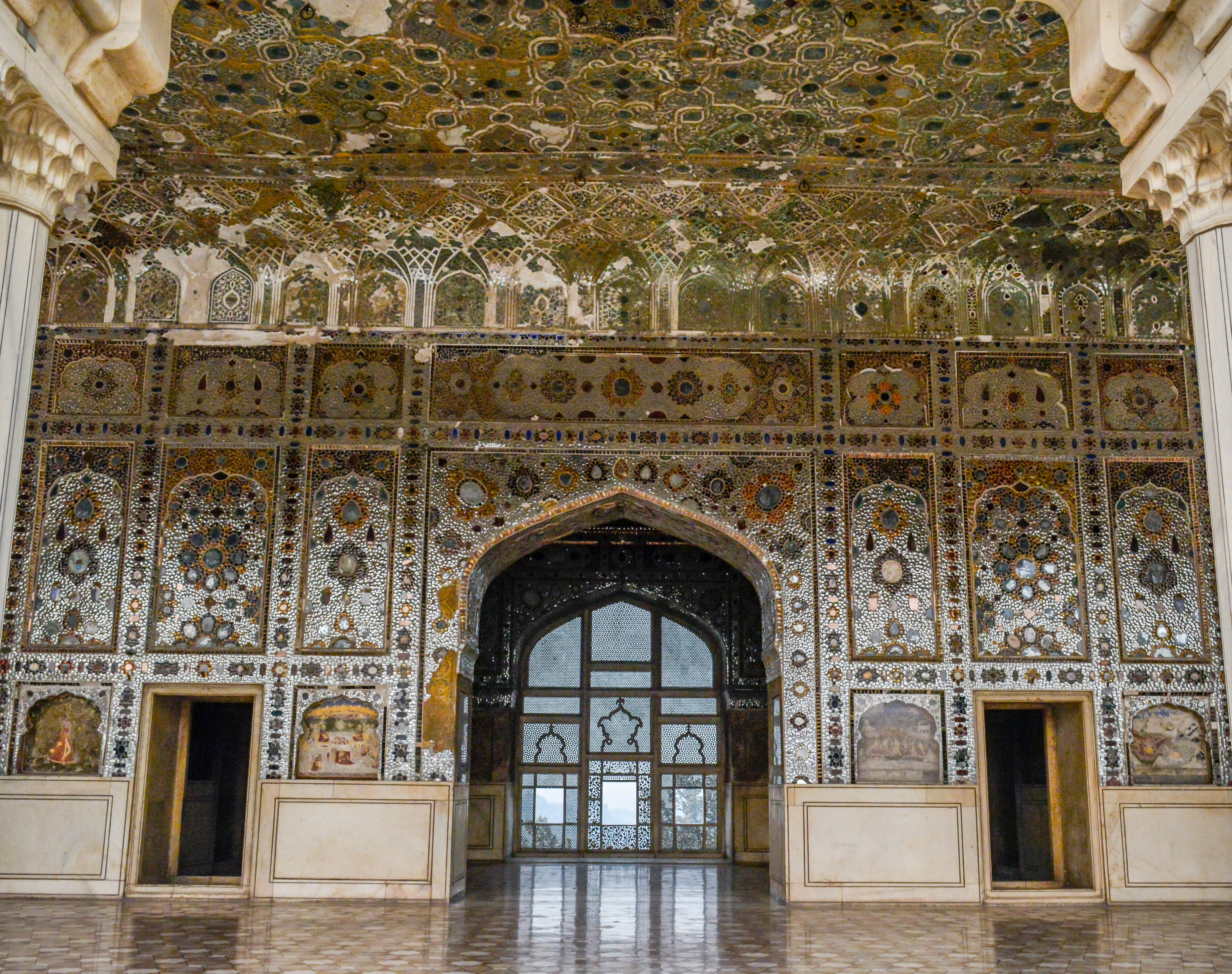
Detalles ornamentales del interior de uno de los edificios.